# Radějovice u Netonic
Radějovice [ˈˈraɟɛjɔvɪt͡sɛ] (deutsch Radejowitz) ist eine Gemeinde in Tschechien. Sie liegt 14 Kilometer nordwestlich von Vodňany in Südböhmen und gehört zum Okres Strakonice.

## Geographie

### Geographische Lage

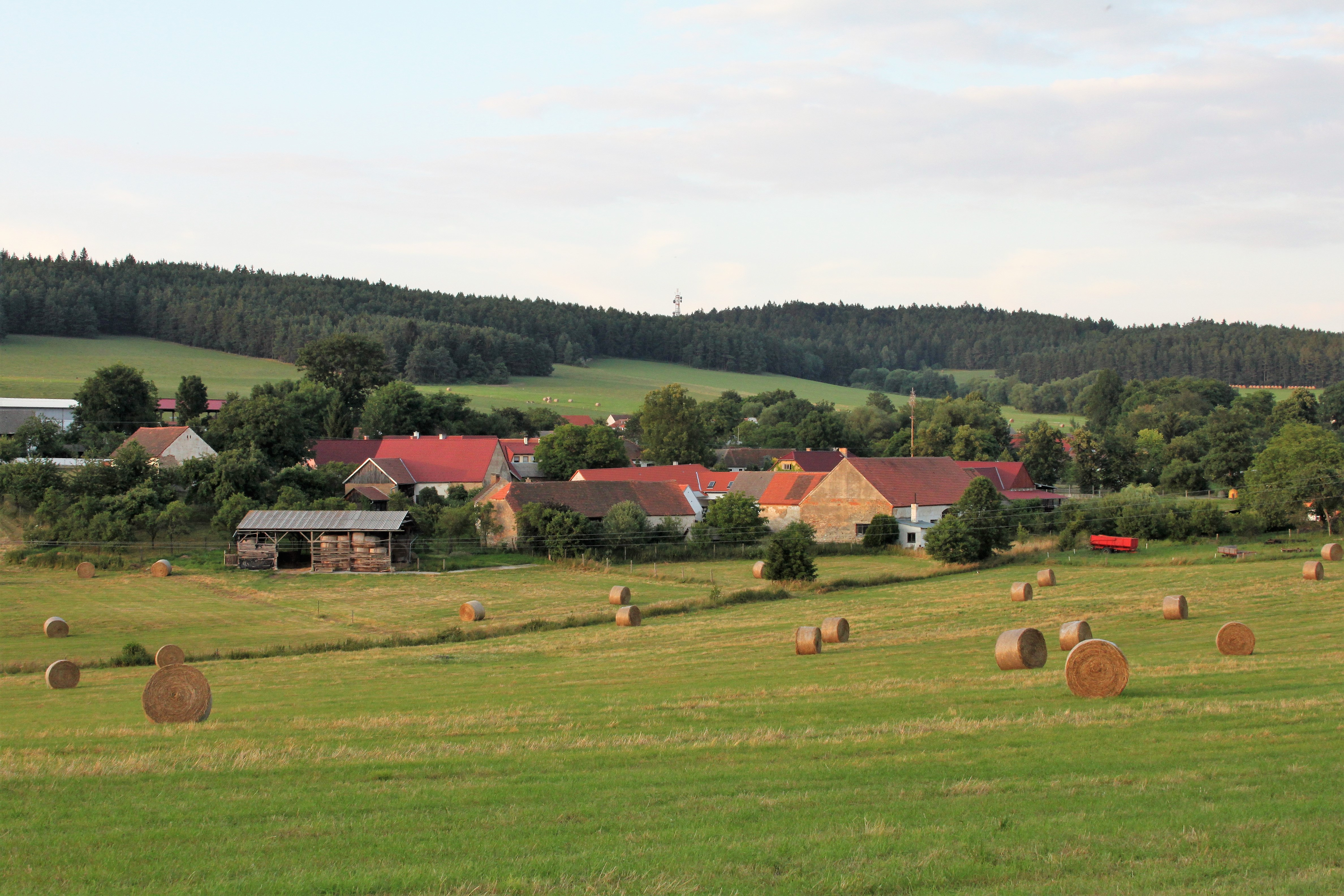
Ortsansicht

Radějovice liegt auf einer Hochfläche im Vorland des Böhmerwaldes in der Mulde des Baches Radějovický potok. Nordöstlich erheben sich der Radovec (635 m) und der Knížecí kámen (622 m), im Südosten die Kyše (564 m) und südwestlich die Kváskovická hůrka (571 m).

### Gemeindegliederung
Für die Gemeinde Radějovice sind keine Ortsteile ausgewiesen.

### Nachbargemeinden
Nachbarorte sind Cehnice im Norden, Dunovice, Sedliště und Drahonice im Nordosten, Albrechtice und Skočice im Osten, Netonice, Chrást und Bílsko im Südosten, Záluží und Měkynec im Süden, Jiřetice, Čepřovice, Ovčín, Střítež und Skály im Südwesten, Kváskovice im Westen sowie Paračov, Třešovice und Jinín im Nordwesten.

## Geschichte
Die erste schriftliche Erwähnung von Radějovice erfolgte 1334. Später erwarben die Herren Cehnice von Říčany das Dorf und schlugen es dem Gut Cehnice zu, das vor 1475 durch Mikuláš Cehnice von Říčany mit dem seinem Onkel gehörigen Gut Stiekna vereinigt wurde. Nach dem Tode von Heralt Kavka von Říčany wurde das Gut Cehnice 1563 bei der Teilung der Herrschaft wieder von Stiekna abgetrennt. Dabei wurde die Feste Cehnice Sitz seines Sohnes Jan Kavka von Říčany, dem neben dem Hof und dem Städtchen Cehnice auch Radějovice und neun weitere Dörfer gehörten. Dessen gleichnamiger Sohn verkaufte das Gut 1602 an die Vormünder von Zdeněk Jan Říčanský von Říčany, die Cehnice wieder mit Stiekna vereinigten. Ab 1610 erfolgten mehrere Eigentümerwechsel; nach der Schlacht am Weißen Berg wurde die Jan Malovec von Malovice gehörige Herrschaft Stiekna konfisziert und später an Ursula von Kolowrat verkauft. 1648 erwarb der aus der Schweiz nach Böhmen eingewanderte Adlige Jan Anton Losy von Losinthal die Herrschaft mit den zugehörigen Dörfern Řepice, Mladějovice, Přešťovice, Čejetice, Droužetice, Přeborovice, Brusy, Cehnice, Dunovice, Netonice, Radějovice, Paračov, Kuřimany, Sudkovice und Černěkov von Johann Anton Fürst von Eggenberg. Nach dessen Tode erbte 1682 sein Sohn Johann Baptist die Herrschaft Stiekna. Dieser verstarb 1683 und das Erbe trat dessen Bruder Johann Anton Losy von Losinthal an. 1720 übergab er seinen Besitz Stiekna an seinen Sohn Adam Philipp. Nachdem Adam Philipp Graf Losy von Losinthal am 21. April 1781 ohne Nachkommen in Wien verstorben war, erbten dessen Witwe Ernestine Gräfin Fuchs von Bimbach die Herrschaft. Sie verkaufte den Besitz noch im selben Jahre an Joseph-Niklas zu Windisch-Graetz. Ihm folgten 1802 dessen Kinder Alfred, Veriand, Eulalia und Adelheid. Alfred zu Windisch-Graetz erwarb im Jahr darauf von seinen Geschwistern zum Familienfideikommiss Tachau auch die Herrschaft Stiekna.
Im Jahre 1840 bestand Radiegowitz bzw. Radowitz aus 20 Häusern mit 124 Einwohnern. 15 der Häuser gehörten zu Stiekna und fünf zu Mladiegowitz. Pfarrort war Paratschow. Bis zur Mitte des 19. Jahrhunderts blieb das Dorf der Allodialherrschaft Stiekna samt dem Gut Mladiegowitz untertänig.
Nach der Aufhebung der Patrimonialherrschaften bildete Radějovice /Radejowitz ab 1850 einen Ortsteil der Gemeinde Netonice in der Bezirkshauptmannschaft und dem Gerichtsbezirk Strakonice. Am 1. April 1976 wurde Radějovice zusammen mit Netonice nach Bílsko eingemeindet. Nach einem Referendum löste sich Radějovice am 24. November 1990 von Bílsko los und bildete erstmals in seiner Geschichte eine eigene Gemeinde.

## Kultur und Sehenswürdigkeiten

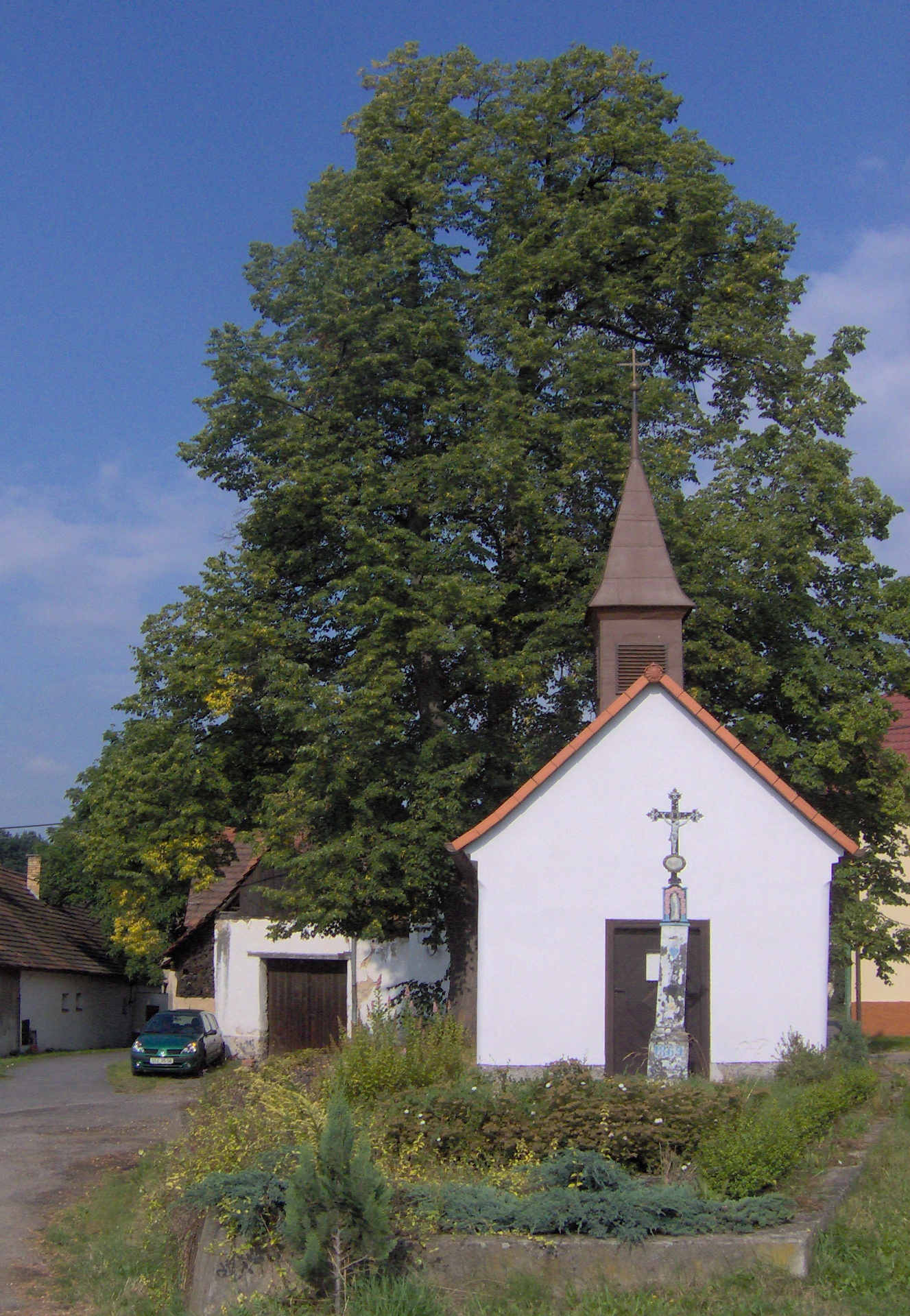
Kapelle der Jungfrau Maria

- Kapelle der Jungfrau Maria am Dorfplatz, errichtet im 19. Jahrhundert
- Nischenkapelle der Jungfrau Maria beim Gehöft Nr. 18, sie entstand im 19. Jahrhundert